# Bathyxylophila peroniana
Bathyxylophila peroniana is een slakkensoort uit de familie van de Larocheidae. De wetenschappelijke naam van de soort is voor het eerst geldig gepubliceerd in 1988 door B.A. Marshall.